# Dimante (dorio)
Dimante (en griego, Δῠμάν, Δύμας), en la mitología griega, era hijo de Egimio, rey de los dorios. Tras la muerte de su padre, se dividió el reino con su hermano Pánfilo y con Hilas, hijo de Heracles, al que había adoptado Egimio. 
Participó junto a los Heráclidas en la invasión del Peloponeso pero, al igual que su hermano Pánfilo, murió en combate durante la invasión.
Dio su nombre a la tribu de los «dimanes», que era una de las tres —junto a los «panfilios» y los «hileos»— en las que se dividían los dorios.